# ポムロール
ポムロール(Pomerol)は、ポムロルとも表記し、フランス・ヌーヴェル＝アキテーヌ地域圏ジロンド県のドルドーニュ川右岸にあるコミューン。

## ワイン
1970年代からこの地区で生産されるワインの人気が急上昇し、村内「シャトー・ペトリュス」のワインは、現在もっとも高価なボルドーワインになっている。

## 人口統計
| 1962年 | 1968年 | 1975年 | 1982年 | 1990年 | 1999年 | 2006年 |
| ------ | ------ | ------ | ------ | ------ | ------ | ------ |
| 1070   | 1116   | 1037   | 962    | 867    | 848    | 763    |

参照元:INSEE